# Lodovico Agostini
Don Lodovico Agostini (auch Ludovico Agostini, * 1534 in Ferrara; † 20. September 1590 ebenda) war ein italienischer Komponist, Sänger, Priester und Lehrer in der späten Renaissance am Hof Alfonsos II von Este.

## Leben
Er war illegitimer Sohn des Agostino Agostini. Ab 1572 stand er im Zusammenhang mit der Capella der Kathedrale von Ferrara, an welcher auch Agostino Agostini in Diensten stand. Von 1578 bis 1590 stand er am Hof in Ferrara angestellt.

## Werke
Er schuf etliche Madrigale, Motetten, Messen und andere Werke, die – handwerklich geschickt – zumeist dem venezianischen Stil zuzuordnen sind.